# Patrick Regnér
Patrick Regnér, är en svensk ekonom och professor i företagsekonomi vid Handelshögskolan i Stockholm.
Regnér disputerade vid Handelshögskolan i Stockholm 1999 med doktorsavhandlingen Strategy Creation and Change in Complexity. Adaptive and Creative Learning Dynamics in the Firm.
Patrick Regnér är professor i företagsekonomi med särskild inriktning mot strategic management vid Handelshögskolan i Stockholm.